# Talla lítica

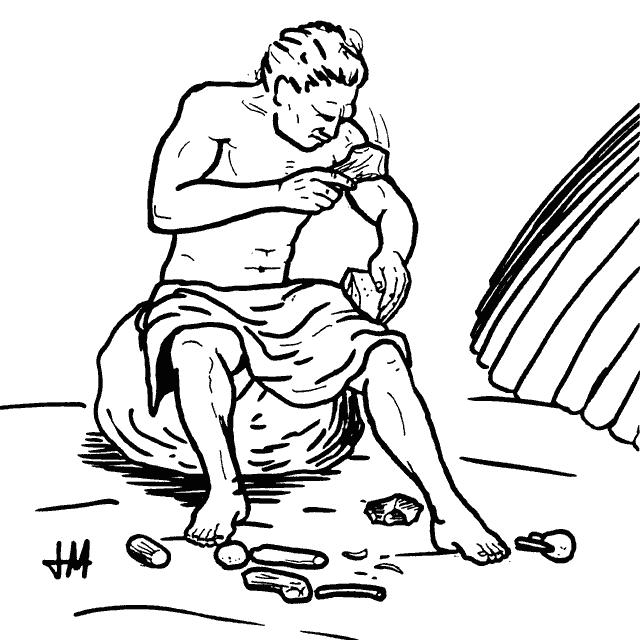
Talla directa con percutor blando
(reconstrucción hipotética).

La talla lítica se refiere a troceado intencional de la piedra, por medio de la percusión (directa o indirecta) o de la presión, a diferencia de la técnica, posterior en el tiempo, del pulimentado. La materia prima se esculpe y se le da forma, aprovechando la fractura concoidea, con el objeto de fabricar útiles nucleares, o para extraer lascas. Estas podían ser usadas en bruto, o servir de soporte para herramientas, retocándolas después de su extracción. El término talla no tiene implicaciones ni connotativas ni denotativas acerca de su finalidad, lo único que indica es que es intencional y que busca la elaboración de un artefacto lítico. Dentro de la talla, sin embargo, podemos usar términos más restrictivos (la hechura, el lascado y el retoque) que se explican más adelante.
La talla lítica es el proceso de fabricación de manufacturas más conocido de la Edad de Piedra, pero siguió siendo muy importante durante la Edad de los Metales, e incluso sigue practicándose en tiempos históricos. Los objetos de piedra tallada intencionalmente por los humanos se diferencian de las roturas naturales o accidentales, gracias a que son localizados en contextos arqueológicos bien definidos, y a que los golpes de la talla dejan negativos de lascado que siguen cierta tendencia, cierto orden imposible de atribuir a la naturaleza. El repertorio de gestos de talla organizada se va conociendo cada vez mejor y permite establecer diagnósticos cada vez más seguros, así como un repertorio de pautas morfológicas, técnicas y funcionales que son las que permiten establecer la tipología lítica, es decir, la clasificación, análisis y comparación de los artefactos de piedra tallada.
La talla lítica no es, en cualquier caso, más que una de las fases de la vida de un artefacto lítico o, por expresarlo en términos científicos más precisos, solo es una porción relativamente corta de la cadena operativa. Ésta nace con la necesidad o la idea que estimula al ser humano a iniciar su actividad productiva, sigue con la búsqueda de la materia prima pétrea, su transformación mediante la talla, hasta conseguir el, o los útiles necesarios. Después está su utilización, incluyendo varias fases de mantenimiento de la funcionalidad por medio de reafilados y, cuando la herramienta es ya inservible, su abandono. A veces, la pieza es reciclada y vuelve a entrar, por un tiempo, en la cadena operativa, pero indefectiblemente será desahuciada y olvidada hasta que, tal vez, con mucha suerte, algún arqueólogo la recoja para su estudio.

## La materia prima
La materia prima que se elegía para fabricar utensilios de piedra tallada son las rocas duras de fractura concoidea, pues este tipo de troceado es fácilmente controlable. Las rocas más apreciadas son las más homogéneas, siendo el sílex el más prolífico. También se usaban otras, casi todas silíceas, como la cuarcita de grano fino, el chert, el basalto, el cuarzo y otras rocas mucho más raras pero tan apreciadas que llegaron a constituirse verdaderas rutas comerciales desde los lugares de explotación, hasta los lugares de demanda, ese es el caso de la obsidiana, la calcedonia, el jaspe, etc.

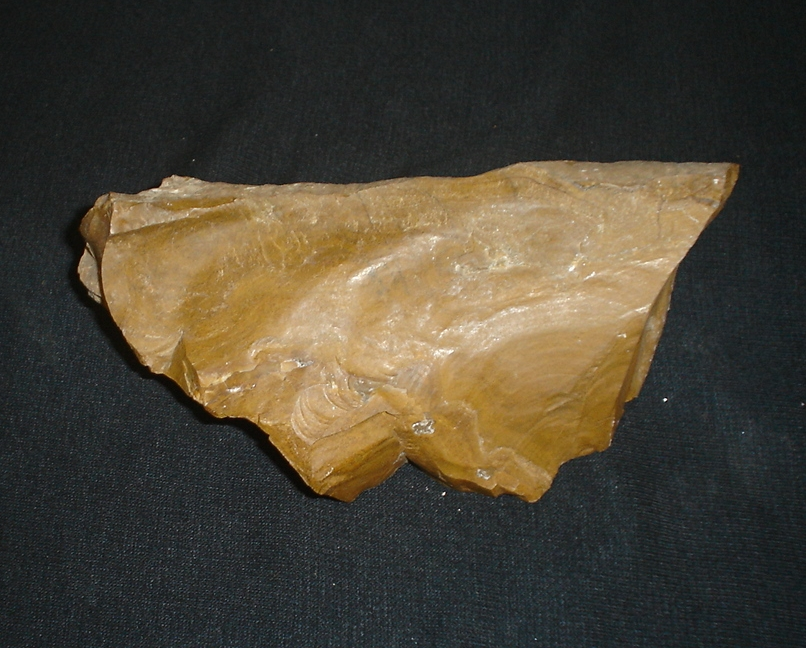
Sílex
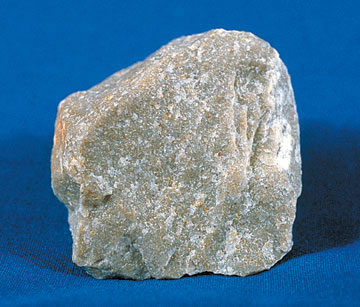
Cuarcita
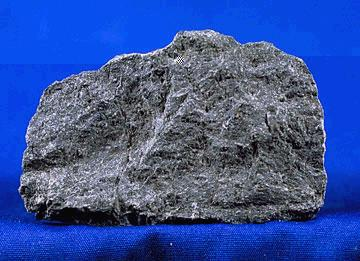
Basalto
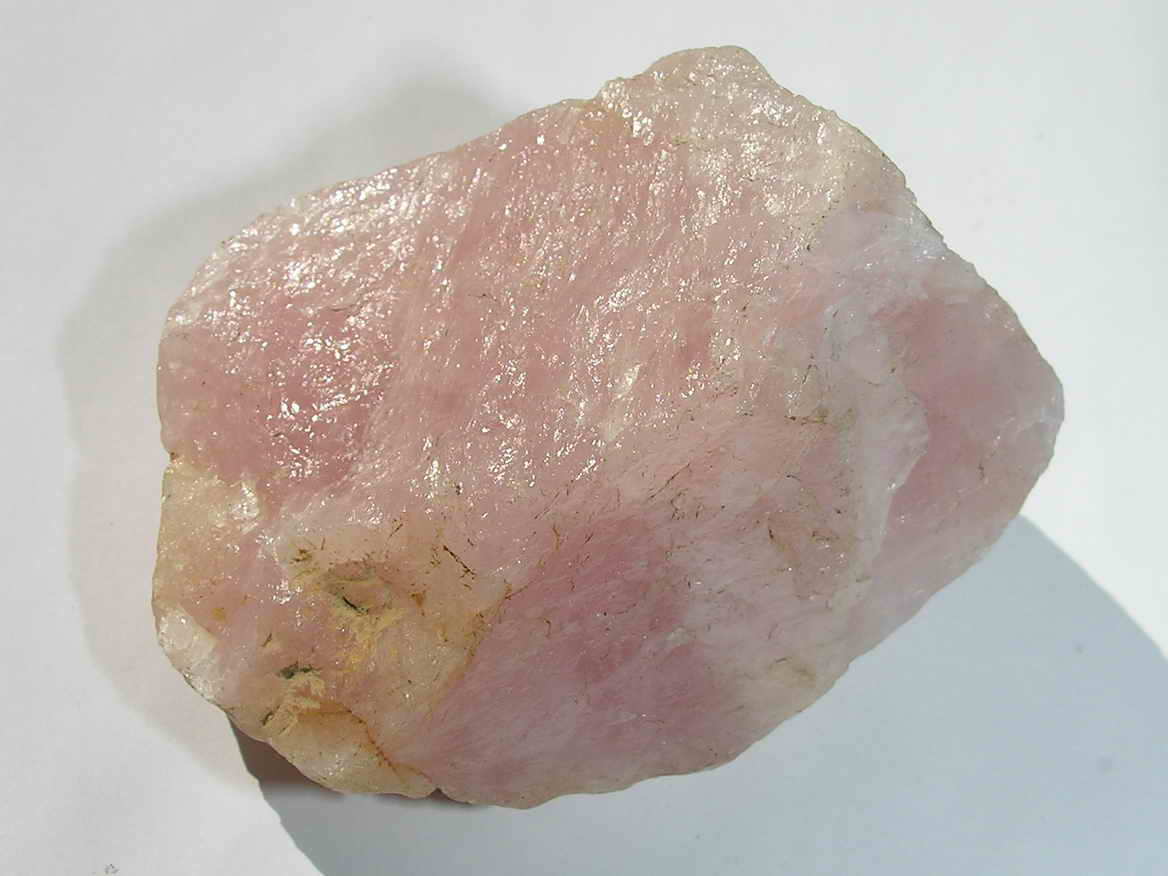
Cuarzo rosa

Además de la variedad, cuenta la calidad, pues las experiencias de talla de muestran que había que seleccionar la materia prima por su frescura (si estaba cerca de la cantera), por la homogeneidad de grano, por su color, por su sonido o, en último caso, probándola por medio de un lascado que evidenciase su estado interno. Si la lasca extraída se astilla, demuestra que el trozo que se está valorando no sirve, tiene fisuras internas o irregularidades que impiden el correcto control del troceado. Si por el contrario, sale entera, con concoide homogéneo, con una cara inferior suave al tacto y unos filos cortantes y regulares, es posible que el trozo de piedra sirva.

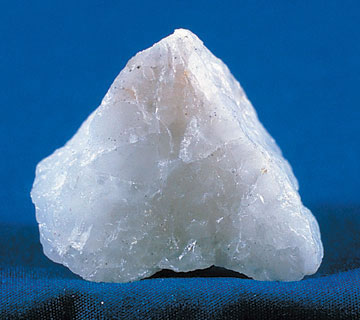
Cuarzo lechoso
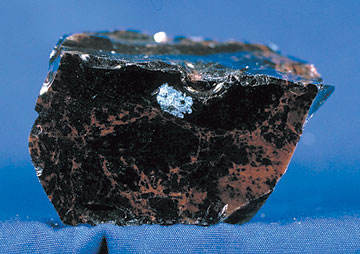
Obsidiana
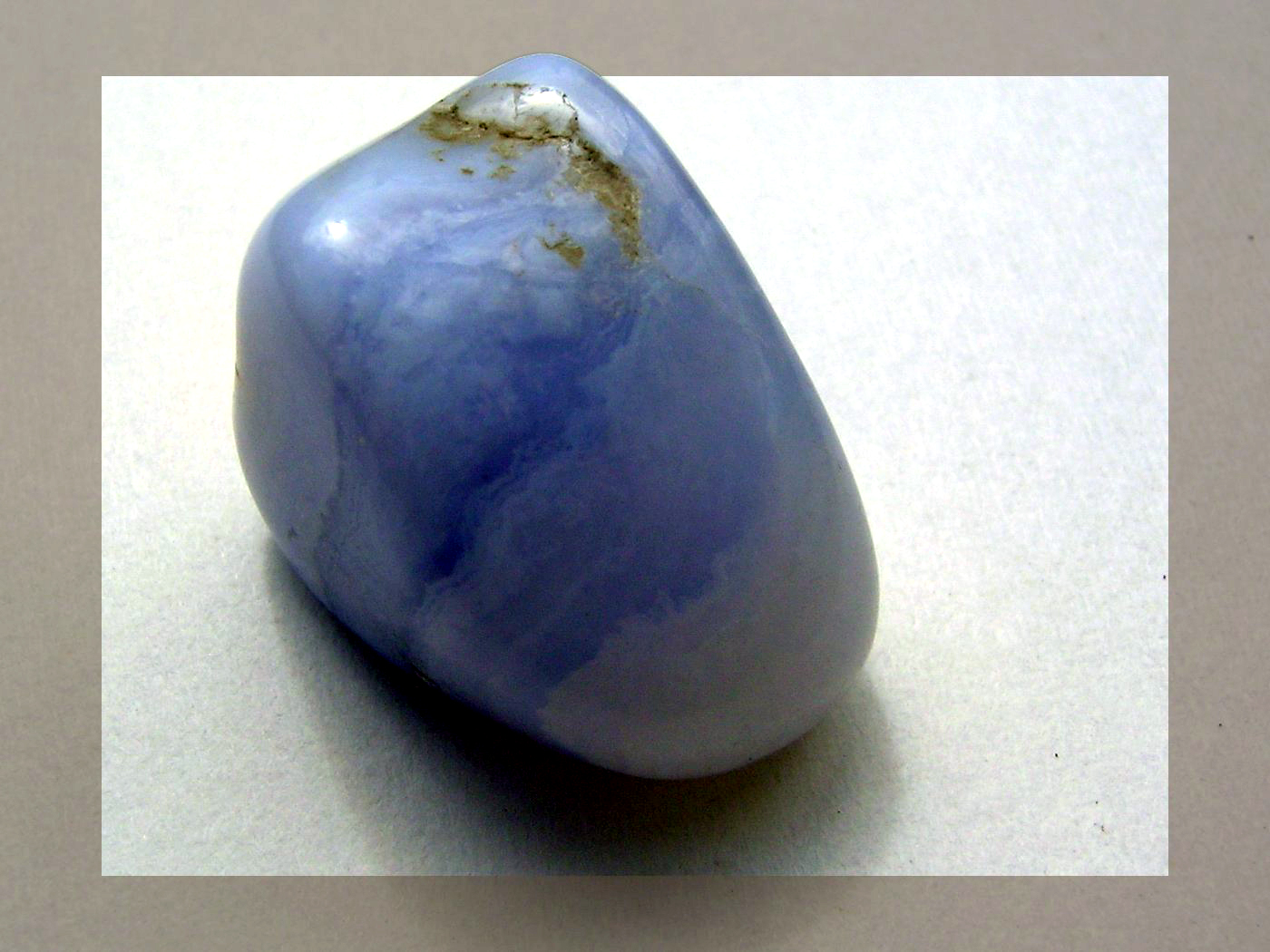
Calcedonia
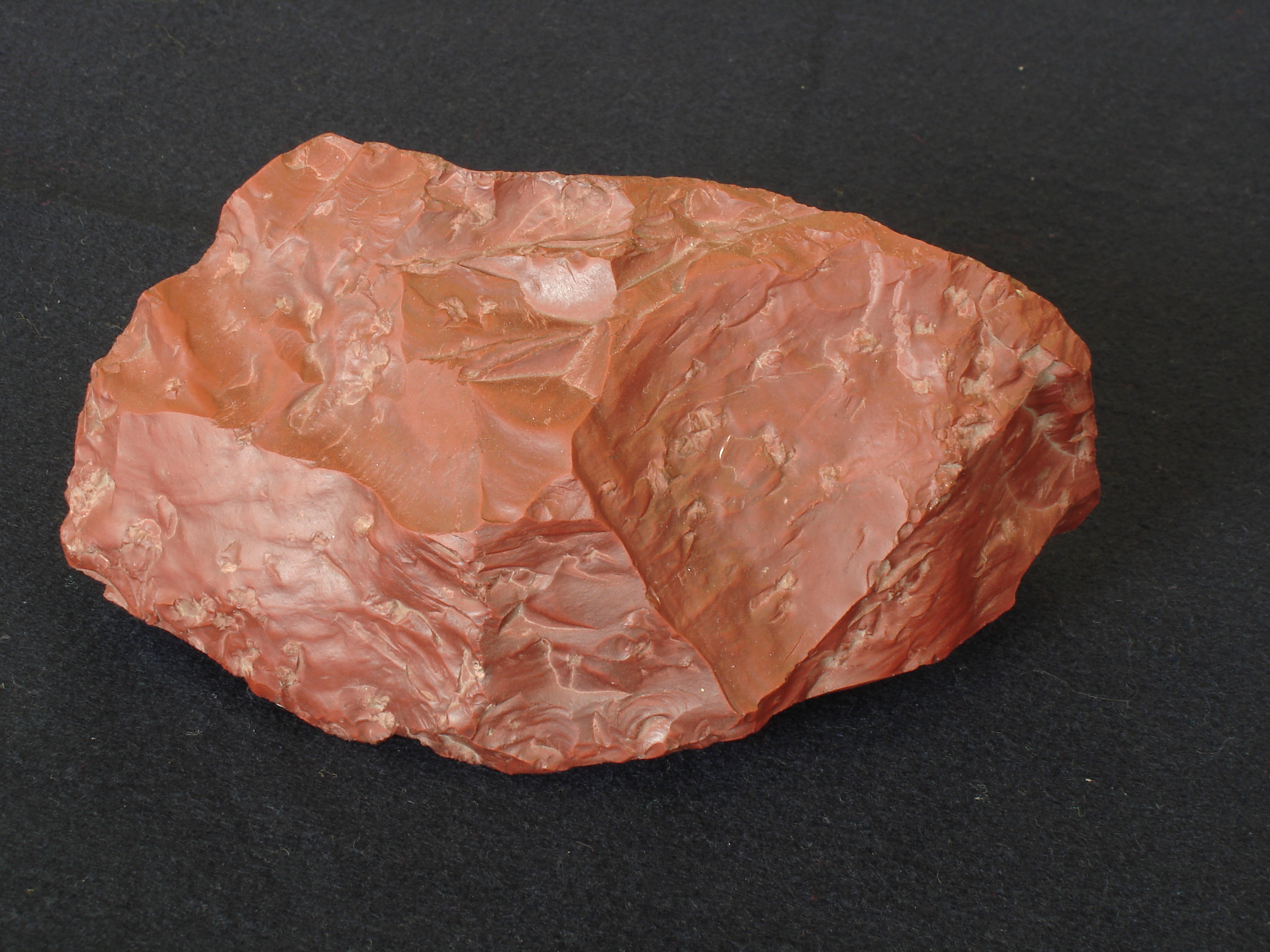
Jaspe

La economía de la materia prima es uno de los elementos que mejor deben estudiarse cuando se analizan las características de un conjunto lítico: cuántas clases de materias primas se usaron, de dónde proceden, cómo se eligieron, cómo se transportaron (si tal cosa llegó a hacerse) y cómo se aprovecharon (intentando apreciar diferentes estrategias de aprovechamiento en las diferentes materias primas que componen el conjunto lítico). La posible influencia de la materia prima en la personalidad de un conjunto lítico es esencial. De hecho, es posible averiguar muchas cosas sobre la economía de grupo humano que está detrás de la piedra («l'homme derrière le caillou», como diría Leroi Gourhan).

## Técnicas de talla

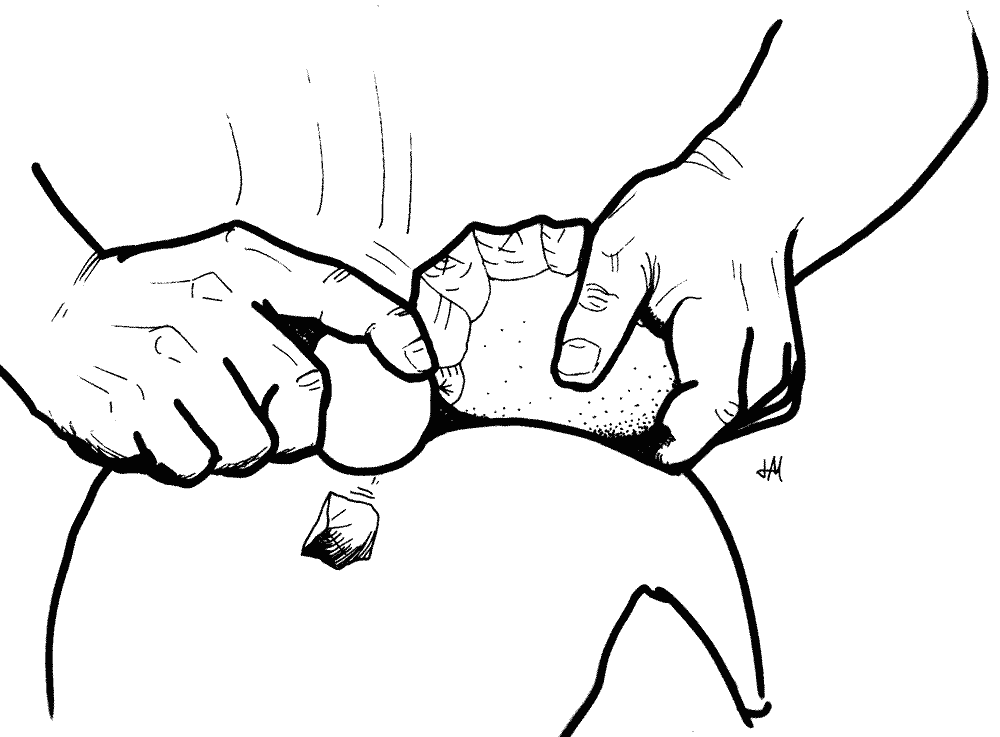
Talla por percusión directa con percutor duro.

Las técnicas esenciales de la talla lítica se basan en que la fractura concoidea es previsible y controlable por el artesano en función de los gestos que lleva a cabo con el percutor. Hay dos modos fundamentales de tallar la piedra, la presión y la percusión, pero podemos distinguir algunas sutilezas, pudiendo enumerar una corta lista de técnicas de talla:
- La percusión inversa, es decir, golpeando el trozo de roca contra un percutor pasivo o durmiente, a modo de yunque, que es otra piedra sólidamente anclada en el suelo.

- La percusión directa con percutor duro: Con un trozo de roca, se golpea la piedra que se desea tallar extrayendo de ella varias lascas.

- La percusión directa con percutor blando: con un trozo de madera o, mejor, de cuerna, se golpea la pieza a tallar, obteniendo una serie de lascas.

- La percusión indirecta con pieza intermedia: El percutor es un pesado trozo de cuerna de cérvido que golpea una pieza intermedia o puntero, transmitiendo la fuerza del golpe a la pieza a tallar. Esta técnica sólo se usa para operaciones de extracción o de lascado

- La talla por presión (es la más compleja y evolucionada), consiste en aplicar una fuerte tensión sobre la pieza a tallar con una pieza llamada compresor (que sustituye al percutor). La compresión llega a ser tan fuerte que acaba troceando la roca a tallar.

- La flexión, consiste en combar un producto de lascado, especialmente una hoja, apoyado contra un saliente (haciendo palanca), hasta fracturarlo por el lugar deseado. A veces la flexión produce por tensiones laterales y rotatorias al mismo tiempo. La flexión puede ser, también, un accidente de talla o una huella de uso; en cualquier caso es muy difícil distinguir una flexión intencional de una accidental, a no ser que vaya acompañada de otros elementos secundarios repetidos.

En todos los casos estamos hablando de lascas en sentido amplio (es decir, lascas, lasquitas, hojas y hojitas) y hemos enumerado las técnicas desde la más simple a la más compleja, desde la que menos control ofrece a la que permite más dominio del troceado.

## Objetivos de la talla
La talla se corresponde con el término francés «taille» y el inglés «knapping». La talla, en sentido amplio, es cualquier acción voluntaria de troceado de la materia prima por medio de la percusión, del martilleado o de la presión. La talla incluye la extracción de lascas (troceado, o mejor, lascado, con objeto de obtener soportes para artefactos) y la talla en sentido estricto (troceado con objeto de dar una forma concreta a la pieza o a una parte de la misma), que incluye la hechura y el retoque. En las palabras y expresiones que utilizaremos no se puede evitar cierta ambigüedad, dado que nuestro conocimiento de los objetos líticos es aún limitado; por eso, la palabra “talla” se puede usar de un modo genérico, cuando no se puedan aplicar términos más exactos, porque la función de un instrumento tallado no ha sido claramente definida: por ejemplo, un canto tallado es un núcleo, es un utensilio o ambos. No obstante, dentro de la talla lítica, en general, es posible discernir distintas variantes en función de los objetivos que se buscan:
- La hechura: consiste en desbastar un trozo de roca por medio de la talla con el objeto de darle una forma concreta, de modo que las lascas resultantes son un subproducto (aprovechable o no), ya que el producto buscado es el útil nuclear (un bifaz, un canto tallado, un pico, un hacha, un cincel de piedra o una herminette). Corresponde a la palabra francesa façonnage y con la expresión inglesa lithic reduction.

- El lascado o extracción de lascas (corresponde a la palabra francesa débitage, que es empleada internacionalmente; de hecho, es la misma palabra para el inglés, aunque sería más correcto decir «flaking») es el proceso de talla con el objeto de obtener lascas u hojas que servirán como soporte para fabricar otros utensilios. Las lascas u hojas pueden ser usadas en bruto, tal como se extraen, pues tienen un filo muy cortante, pero lo más normal es que sean transformadas por medio del retoque.

- El retoque: es uno o varios lascados practicados sobre una lasca o sobre una hoja para transformarlos en utensilios de morfología y funcionalidad muy variada, hasta el punto que su enumeración sería interminable: buriles, raederas, raspadores, perforadores, muescas y denticulados, puntas o microlitos.

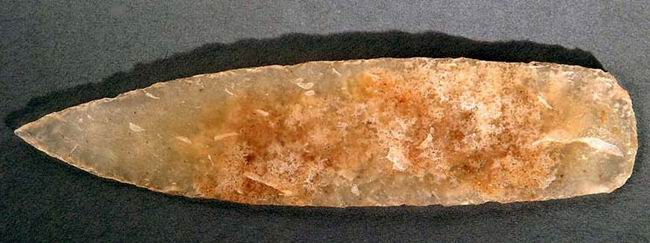
Cuchillo tallado en calcedonia.

## Métodos de talla
Unas líneas más arriba se mencionan las técnicas más habituales de la talla lítica. En tecnología lítica es necesario distinguir lo que es una técnica de lo que es un método lítico, al menos esa fue la conclusión a la que se llegó en un simposium sobre el tema organizado por la fundación Wenner-Gren que tuvo lugar en Burg Wartenstein, a las afueras de Gloggnitz (Baja Austria) en 1964. Por técnica lítica entendemos una secuencia sencilla, pero sistemática, de gestos encadenados, a veces un solo gesto basta para aplicar una técnica lítica, otras veces se necesitan varias acciones. En cambio, un método lítico es una secuencia de acciones dirigida a la manufactura de productos predeterminados cuya sucesión no es necesariamente lógica, ya que muchos métodos tienen gestos, pasos, etapas, etc., sumamente complejos, sujetos a un fin último, teleológicos, que no tienen sentido hasta que se completa el proceso. técnicas. Cualquier método de talla puede consistir en una o más técnicas sucesivas. Los ejemplos más conocidos de métodos líticos son el Método Levallois, el método Kombewa, y los diversos métodos lascado laminar (es decir, para obtener hojas), etc.

## La talla experimental
La talla experimental recreando gestos prehistóricos es uno de los pilares fundamentales para la comprensión de la talla lítica. Ésta puede tener tres objetivos, el primero es el de simple diversión o el deseo de replicar artefactos líticos para exponerlos en museos o, simplemente, para venderlos como souvenirs; el segundo es la enseñanza práctica a los alumnos de especialidades de Prehistoria o Arqueología (también podemos incluir la función didáctica de muchas de las piezas fotografiadas en algunos artículos de Wikipedia relacionados con este); el tercero es la investigación científica pura (la que se plantea a raíz de un problema arqueológico surgido en una determinada investigación).
En este sentido la talla experimental científica comenzó ya en 1903, de la mano de H. Muller, más tarde, en 1929, L. Coutier continuó experimentando, aunque el impulso definitivo vino tras la Segunda Guerra Mundial, primero con François Bordes (Universidad de Burdeos), a menudo en colaboración con el americano Donald Crabtree (Universidad de Berkeley). Le siguieron Newcomer, Tixier y otros muchos.
La talla experimental es un trabajo de laboratorio controlado, lo que permite un análisis científico riguroso que permite asignar cicatrices de la talla a técnicas y métodos concretos, sin embargo, su punto flaco es la imposibilidad epistemológica de contrastar las extrapolaciones: es exclusivamente empírico. Aunque se ha avanzado mucho, ciertas huellas dejadas por determinadas técnicas de talla pueden corresponder a gestos diferentes. Todavía hay mucho que avanzar en este aspecto.